# Pellegrinaggio di Shikoku

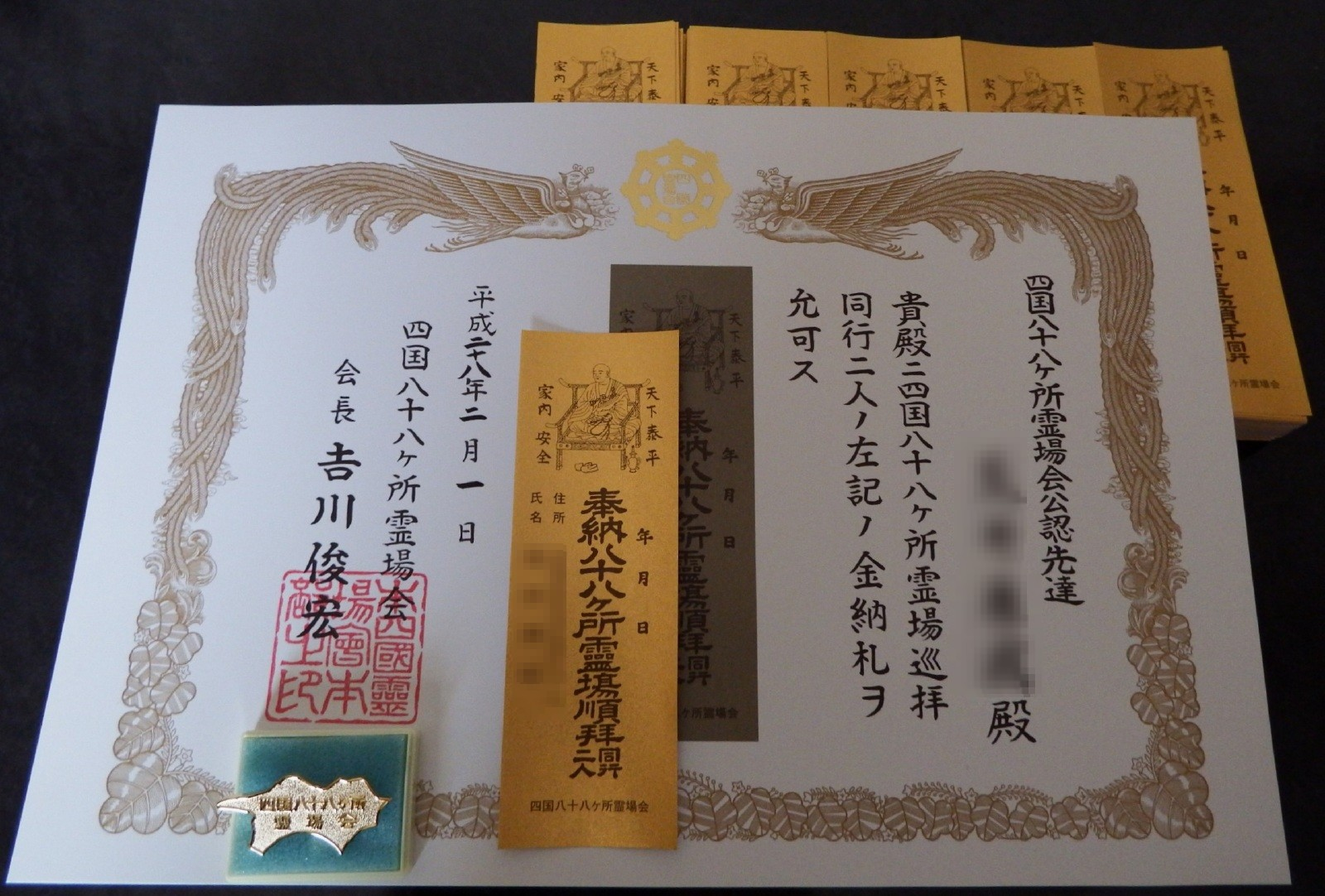

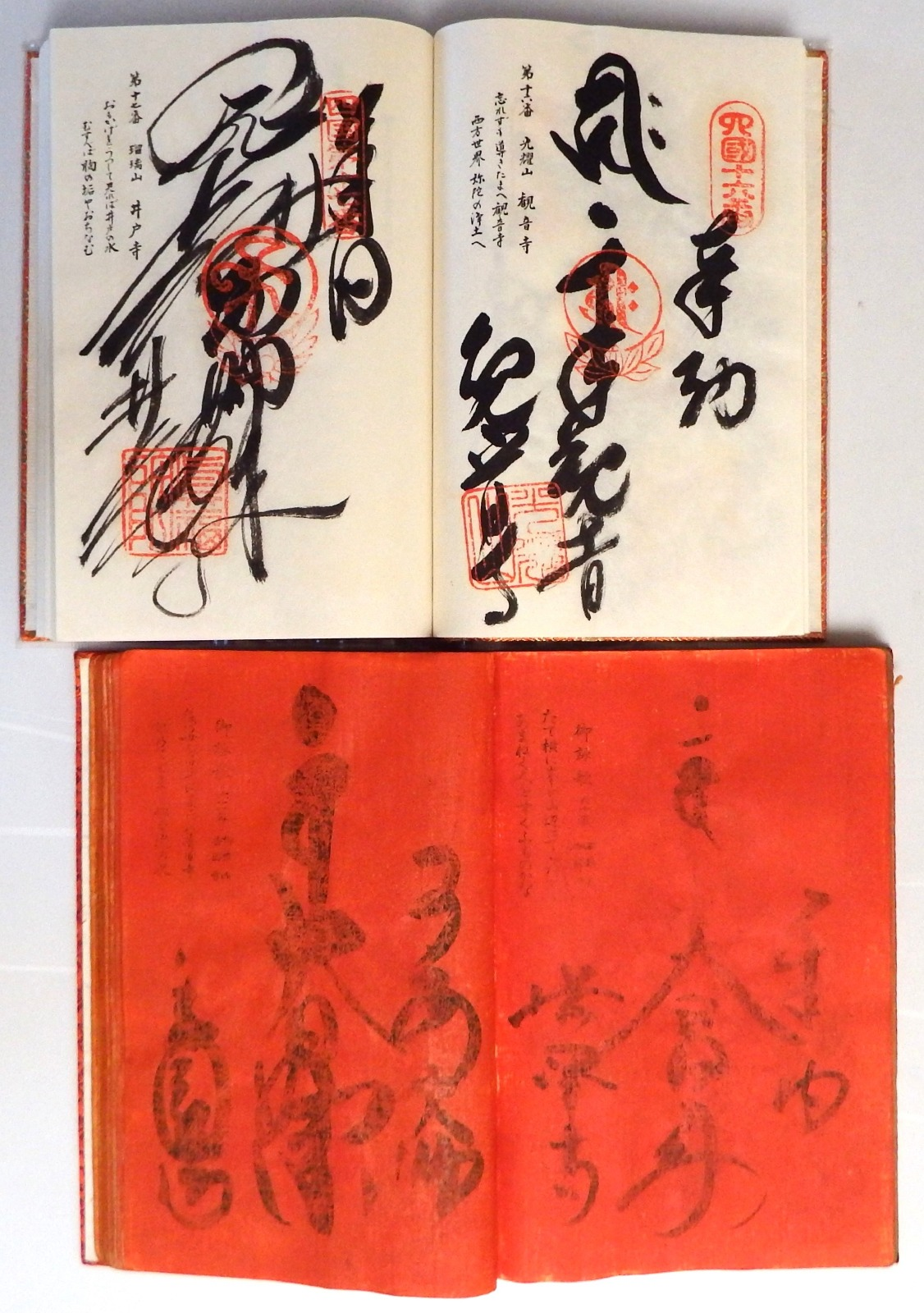
Diario del pellegrino, con timbri dei templi visitati e calligrafie

Il Pellegrinaggio di Shikoku (四国八十八箇所?, Shikoku Hachijūhakkasho) è un pellegrinaggio il cui tracciato tocca ottantotto templi disposti lungo il perimetro dell'isola di Shikoku, Giappone, partendo dalla città di Naruto per arrivare alla città di Sanuki. Si crede che tutti questi templi siano stati visitati dal celeberrimo monaco buddista Kūkai, più noto in Giappone con il nome Kōbō-Daishi, che nacque a Zentsūji, Shikoku nel 774. Comunque, Kūkai ha menzionato la sua visita a soltanto due di questi templi nei propri scritti. In aggiunta a questi ottantotto, vi sono oltre 200 bangai - templi non considerati parte degli ottantotto ufficiali. Per completare il pellegrinaggio, è necessario visitare i templi secondo l'ordine prestabilito, ma non ha importanza da dove si inizi; il pellegrinaggio in senso inverso (antinumerico) è considerato più difficile e secondo alcuni per questo più meritorio. La prima menzione del pellegrinaggio è del periodo Edo. Per secoli i pellegrini si sono spostati a piedi, ma i pellegrini moderni utilizzano perlopiù automobili, taxi, autobus, biciclette o motocicli (la maggioranza dei pellegrini viaggiano con tour organizzati) e i pellegrini a piedi rappresentano una minoranza.

## Il percorso
Il percorso è lungo circa 1200 km e a piedi richiede dai 30 ai 60 giorni per essere completato, mentre i pellegrinaggi organizzati dai tour operators specializzati durano in media 10 giorni. L’itinerario è legato a tradizioni religiose secolari. Il cammino si svolge su strade e sentieri con difficoltà differenti. I templi della prefettura di Tukushima sono posti prevalentemente in area montana o collinare e quindi più difficoltosi da raggiungere, ma l'itinerario consente magnifici panorami su valli e boschi; il percorso tra i templi della prefettura di Kochi si sviluppa prevalentemente lungo la costa meridionale dell'isola che è frastagliata ed esposta a forti venti. 
Lungo tutto l'itinerario, in prossimità dei templi o delle stazioni, ma anche in aperta campagna, sono state predisposte delle aree di sosta ad offerta libera; simili a semplici rifugi o bivacchi, arredati con panche di legno e tatami e dotate di servizi igienici, offrono riparo e possibilità di pernottamento.

## I pellegrini
I pellegrini che completano il percorso sono chiamati o-henro-san (お遍路さん?) e sono riconoscibili il più delle volte dai vestiti bianchi, dai cappelli di carice e dai bastoni per camminare. Chi percorre parzialmente o completamente il cammino per motivi religiosi o semplicemente spirituali normalmente segue la tradizione e i rituali buddisti e quindi indossa la casacca o sopraveste bianca tradizionale del pellegrino. Il bianco secondo il buddismo è il colore associato alla morte e indossarla significa prepararsi ad affrontarla. Rappresenta anche l’innocenza e la purezza.
Altro accessorio è il leggero cappello di paglia di forma conica, che ripara sia dal sole che dalla pioggia.
Il bastone da passeggio in legno rappresenta non solo un sostegno nel cammino, ma simbolicamente rappresenta il sostegno di Kōbō Daishi nell'impegnativo itinerario spirituale del pellegrino; accompagna nel cammino e sostiene nei momenti di riposo. E’ provvisto di una piccola campanella. 
Gli abitanti dell’isola sono in gran parte credenti; l'impegno dei pellegrini nel compiere per motivi religiosi o spirituali il lungo percorso del pellegrinaggio è accolto con stima e fiducia; alcuni abitanti usano talvolta offrire ai pellegrini dei piccoli doni, della frutta o un dolce, ma anche una banconota, in cambio di una preghiera al tempio successivo. Fare un dono ad un pellegrino equivale ad accogliere Kobo Daishi. 
Alcuni pellegrini quale ringraziamento per la riuscita del pellegrinaggio, completano il percorso visitando Koya-san, area sacra che si trova sul Monte Kōya a sud di Osaka nella Prefettura di Wakayama. Koyasan é sede spirituale della scuola buddista Shingon di cui Kūkai è considerato il fondatore in Giappone e qui sono presenti numerosi templi dove è possibile praticare yoga e meditazione. Esiste qui un sentiero, il Kōyasan chōishi-michi che porta in cima alla montagna, che è oggetto a sua volta di pellegrinaggio ed è monumento nazionale.
Presso molti pellegrini è uso tenere il diario o libro dei templi visitati, che documenta il proprio pellegrinaggio. Sono in vendita degli appositi diari che presentano una doppia pagina per ciascuno degli 88 templi, sulla quale a testimonianza del proprio passaggio è possibile apporre il timbro del tempio e una calligrafia ad inchiostro con il nome del tempio.  Presso ogni tempio è possibile richiedere ad un monaco appositamente incaricato ed esperto di calligrafia antica di tracciare sul diario l’ideogramma con un unico tratto, senza staccare il pennello.
È un diario di particolare importanza per il credente e nella tradizione buddista viene posto nella bara per accompagnare il defunto nell’aldilà.

## I templi
Complessivamente, gli ottantotto templi sono conosciuti come  (四国八十八箇所?, Shikoku Hachijūhakkasho) o semplicemente  (八十八箇所?, Hachijūhakkasho).
I templi sono raggruppati in 4 ambiti che corrispondono alle 4 prefetture dell’isola. A ciascun gruppo è stato abbinato un nome buddista dōjō, che corrisponde ad una fase della formazione spirituale del pellegrino.
I 23 templi della prefettura di Tukushima rappresentano il risveglio dell’anima (Hosshin dōjō); il percorso attraverso i templi della prefettura di Kochi è dedicato alla preparazione ascetica (shugyō dōjō). I 26 templi della prefettura di Ehime sono dedicati all’illuminazione (Bodai dōjō). I templi della prefettura di Kagawa sono abbinati al sentimento del Nirvana (Nehan dōjō).
| Numero | Tempio                            | Honzon (dedica)          | Luogo e Prefettura      | Coordinate               | Immagine |
| ------ | --------------------------------- | ------------------------ | ----------------------- | ------------------------ | -------- |
| 1      | Ryōzen-ji (霊山寺)                | Shaka Nyorai             | Naruto, Tokushima       | 34.159803°N 134.502592°E |          |
| 2      | Gokuraku-ji (極楽寺)              | Amida Nyorai             | Naruto, Tokushima       | 34.155556°N 134.490278°E |          |
| 3      | Konsen-ji (金泉寺)                | Shaka Nyorai             | Itano, Tokushima        | 34.147436°N 134.468544°E |          |
| 4      | Dainichi-ji (大日寺)              | Dainichi Nyorai          | Itano, Tokushima        | 34.151306°N 134.430889°E |          |
| 5      | Jizō-ji (地蔵寺)                  | Enmei Jizō Bosatsu       | Itano, Tokushima        | 34.137222°N 134.431944°E |          |
| 6      | Anraku-ji (安楽寺)                | Yakushi Nyorai           | Kamiita, Tokushima      | 34.118056°N 134.388389°E |          |
| 7      | Jūraku-ji (十楽寺)                | Amida Nyorai             | Awa, Tokushima          | 34.12075°N 134.377925°E  |          |
| 8      | Kumadani-ji (熊谷寺)              | Senjū Kannon             | Awa, Tokushima          | 34.122778°N 134.34°E     |          |
| 9      | Hōrin-ji (法輪寺)                 | Shaka Nyorai             | Awa, Tokushima          | 34.104378°N 134.333814°E |          |
| 10     | Kirihata-ji (切幡寺)              | Senjū Kannon             | Awa, Tokushima          | 34.10775°N 134.304278°E  |          |
| 11     | Fujii-dera (Yoshinogawa) (藤井寺) | Yakushi Nyorai           | Yoshinogawa, Tokushima  | 34.051667°N 134.3485°E   |          |
| 12     | Shōsan-ji (Kamiyama) (焼山寺)     | Kokūzō Bosatsu           | Kamiyama, Tokushima     | 33.985028°N 134.31025°E  |          |
| 13     | Dainichi-ji (Tokushima) (大日寺)  | Jūichimen Kannon         | Tokushima, Tokushima    | 34.038117°N 134.462683°E |          |
| 14     | Jōraku-ji (Tokushima) (常楽寺)    | Miroku Bosatsu           | Tokushima, Tokushima    | 34.050333°N 134.475639°E |          |
| 15     | Awa Kokubun-ji (阿波国分寺)       | Yakushi Nyorai           | Tokushima, Tokushima    | 34.055611°N 134.473611°E |          |
| 16     | Kannon-ji (観音寺)                | Senjū Kannon             | Tokushima, Tokushima    | 34.068472°N 134.474344°E |          |
| 17     | Ido-ji (井戸寺)                   | Yakushi Nyorai           | Tokushima, Tokushima    | 34.085167°N 134.485444°E |          |
| 18     | Onzan-ji (恩山寺)                 | Yakushi Nyorai           | Komatsushima, Tokushima | 33.986°N 134.57825°E     |          |
| 19     | Tatsue-ji (立江寺)                | Jizō Bosatsu             | Komatsushima, Tokushima | 33.967861°N 134.605806°E |          |
| 20     | Kakurin-ji (Katsura)(鶴林寺)      | Jizō Bosatsu             | Katsuura, Tokushima     | 33.913861°N 134.505611°E |          |
| 21     | Tairyūji (太龍寺）                | Kokūzō Bosatsu           | Anan, Tokushima         | 33.882528°N 134.521889°E |          |
| 22     | Byōdō-ji (平等寺)                 | Yakushi Nyorai           | Anan, Tokushima         | 33.851833°N 134.582778°E |          |
| 23     | Yakuō-ji (薬王寺)                 | Yakushi Nyorai           | Minami, Tokushima       | 33.732306°N 134.527583°E |          |
| 24     | Hotsumisaki-ji (最御崎寺)         | Kokūzō Bosatsu           | Muroto, Kōchi           | 33.249008°N 134.175739°E |          |
| 25     | Shinshō-ji (津照寺)               | Jizō Bosatsu             | Muroto, Kōchi           | 33.287806°N 134.14825°E  |          |
| 26     | Kongōchō-ji (金剛頂寺)            | Yakushi Nyorai           | Muroto, Kōchi           | 33.307222°N 134.122861°E |          |
| 27     | Kōnomine-ji (神峰寺)              | Jūichimen Kannon         | Yasuda, Kōchi           | 33.467611°N 133.974778°E |          |
| 28     | Dainichi-ji (大日寺)              | Dainichi Nyorai          | Kōnan, Kōchi            | 33.577583°N 133.705389°E |          |
| 29     | Tosa Kokubun-ji (土佐国分寺)      | Senjū Kannon             | Nankoku, Kōchi          | 33.598694°N 133.640417°E |          |
| 30     | Zenrakuji (善楽寺)                | Amida Nyorai             | Kōchi, Kōchi            | 33.591917°N 133.577556°E |          |
| 31     | Chikurin-ji (竹林寺)              | Monju Bosatsu            | Kōchi, Kōchi            | 33.546611°N 133.577472°E |          |
| 32     | Zenjibu-ji (禅師峰寺)             | Jūichimen Kannon         | Nankoku, Kōchi          | 33.526694°N 133.611389°E |          |
| 33     | Sekkei-ji (雪蹊寺)                | Yakushi Nyorai           | Kōchi, Kōchi            | 33.500833°N 133.543083°E |          |
| 34     | Tanema-ji (種間寺)                | Yakushi Nyorai           | Haruno, Kōchi           | 33.491722°N 133.487583°E |          |
| 35     | Kiyotaki-ji (清滝寺)              | Yakushi Nyorai           | Tosa, Kōchi             | 33.5125°N 133.4095°E     |          |
| 36     | Shōryū-ji (青竜寺)                | Fudō Myōō                | Tosa, Kōchi             | 33.426°N 133.450806°E    |          |
| 37     | Iwamoto-ji (岩本寺)               | Cinque Buddha            | Shimanto, Kōchi         | 33.207972°N 133.134611°E |          |
| 38     | Kongōfuku-ji (金剛福寺)           | Senjū Kannon             | Tosashimizu, Kōchi      | 32.726028°N 133.018556°E |          |
| 39     | Enkōji (延光寺)                   | Yakushi Nyorai           | Sukumo, Kōchi           | 32.961306°N 132.774056°E |          |
| 40     | Kanjizai-ji (観自在寺)            | Yakushi Nyorai           | Ainan, Ehime            | 32.964667°N 132.564056°E |          |
| 41     | Ryūkōji (竜光寺)                  | Jūichimen Kannon         | Uwajima, Ehime          | 33.295194°N 132.5985°E   |          |
| 42     | Butsumoku-ji (佛木寺)             | Dainichi Nyorai          | Uwajima, Ehime          | 33.310583°N 132.581472°E |          |
| 43     | Meiseki-ji (明石寺)               | Senjū Kannon             | Seiyo, Ehime            | 33.369222°N 132.518972°E |          |
| 44     | Daihō-ji (大宝寺)                 | Jūichimen Kannon         | Kumakōgen, Ehime        | 33.660889°N 132.912083°E |          |
| 45     | Iwaya-ji, Ehime (岩屋寺)          | Fudō Myōō                | Kumakōgen, Ehime        | 33.658667°N 132.980722°E |          |
| 46     | Jōruri-ji (浄瑠璃寺)              | Yakushi Nyorai           | Matsuyama, Ehime        | 33.753556°N 132.819111°E |          |
| 47     | Yasaka-ji (八坂寺)                | Amida Nyorai             | Matsuyama, Ehime        | 33.757944°N 132.812861°E |          |
| 48     | Sairin-ji (西林寺)                | Jūichimen Kannon         | Matsuyama, Ehime        | 33.793722°N 132.813944°E |          |
| 49     | Jōdo-ji (浄土寺)                  | Shaka Nyorai             | Matsuyama, Ehime        | 33.816667°N 132.808528°E |          |
| 50     | Hanta-ji (繁多寺)                 | Yakushi Nyorai           | Matsuyama, Ehime        | 33.828139°N 132.804556°E |          |
| 51     | Ishite-ji (石手寺)                | Yakushi Nyorai           | Matsuyama, Ehime        | 33.847861°N 132.796472°E |          |
| 52     | Taisan-ji (太山寺)                | Jūichimen Kannon         | Matsuyama, Ehime        | 33.885083°N 132.714972°E |          |
| 53     | Enmyō-ji (圓明寺)                 | Amida Nyorai             | Matsuyama, Ehime        | 33.89175°N 132.739667°E  |          |
| 54     | Enmei-ji (延命寺)                 | Fudō Myōō                | Imabari, Ehime          | 34.066833°N 132.964°E    |          |
| 55     | Nankōbō (南光坊)                  | Daitsū-chishō Butsu      | Imabari, Ehime          | 34.06875°N 132.99575°E   |          |
| 56     | Taisan-ji (泰山寺)                | Jizō Bosatsu             | Imabari, Ehime          | 34.050111°N 132.974583°E |          |
| 57     | Eifuku-ji (栄福寺)                | Amida Nyorai             | Imabari, Ehime          | 34.029472°N 132.978472°E |          |
| 58     | Senyū-ji (仙遊寺)                 | Senjū Kannon             | Imabari, Ehime          | 34.013194°N 132.977361°E |          |
| 59     | Iyo Kokubun-ji (伊予国分寺)       | Yakushi Nyorai           | Imabari, Ehime          | 34.026167°N 133.025444°E |          |
| 60     | Yokomine-ji (横峰寺)              | Dainichi Nyorai          | Saijō, Ehime            | 33.837861°N 133.111139°E |          |
| 61     | Kōon-ji (香園寺)                  | Dainichi Nyorai          | Saijō, Ehime            | 33.893528°N 133.103306°E |          |
| 62     | Hōju-ji (宝寿寺)                  | Jūichimen Kannon         | Saijō, Ehime            | 33.897333°N 133.114944°E |          |
| 63     | Kichijō-ji (吉祥寺)               | Bishamonten              | Saijō, Ehime            | 33.896056°N 133.129167°E |          |
| 64     | Maegami-ji (前神寺)               | Amida Nyorai             | Saijō, Ehime            | 33.890222°N 133.160667°E |          |
| 65     | Sankaku-ji (三角寺)               | Jūichimen Kannon         | Shikokuchūō, Ehime      | 33.967639°N 133.5865°E   |          |
| 66     | Unpen-ji (雲辺寺)                 | Senjū Kannon             | Miyoshi, Tokushima      | 34.035222°N 133.723722°E |          |
| 67     | Daikō-ji (大興寺)                 | Yakushi Nyorai           | Mitoyo, Kagawa          | 34.102194°N 133.719167°E |          |
| 68     | Jinne-in (神恵院)                 | Amida Nyorai             | Kan'onji, Kagawa        | 34.133986°N 133.647333°E |          |
| 69     | Kannon-ji (観音寺)                | Shō Kannon               | Kan'onji, Kagawa        | 34.1345°N 133.647528°E   |          |
| 70     | Motoyama-ji (本山寺)              | Batō Kannon              | Mitoyo, Kagawa          | 34.139667°N 133.694056°E |          |
| 71     | Iyadani-ji (弥谷寺)               | Senjū Kannon             | Mitoyo, Kagawa          | 34.229722°N 133.724261°E |          |
| 72     | Mandara-ji (曼荼羅寺)             | Dainichi Nyorai          | Zentsūji, Kagawa        | 34.223306°N 133.750219°E |          |
| 73     | Shusshakaji (出釈迦寺)            | Shaka Nyorai             | Zentsūji, Kagawa        | 34.219389°N 133.750278°E |          |
| 74     | Kōyama-ji (甲山寺)                | Yakushi Nyorai           | Zentsūji, Kagawa        | 34.233194°N 133.765764°E |          |
| 75     | Zentsū-ji (善通寺)                | Yakushi Nyorai           | Zentsūji, Kagawa        | 34.225111°N 133.774139°E |          |
| 76     | Konzō-ji (金倉寺)                 | Yakushi Nyorai           | Zentsūji, Kagawa        | 34.250097°N 133.781014°E |          |
| 77     | Dōryū-ji (道隆寺)                 | Yakushi Nyorai           | Tadotsu, Kagawa         | 34.27675°N 133.762694°E  |          |
| 78     | Gōshō-ji (郷照寺)                 | Amida Nyorai             | Utazu, Kagawa           | 34.306694°N 133.824583°E |          |
| 79     | Tennō-ji (天皇寺)                 | Jūichimen Kannon         | Sakaide, Kagawa         | 34.311472°N 133.882861°E |          |
| 80     | Sanuki Kokubun-ji (讃岐国分寺)    | Jūichimen & Senjū Kannon | Takamatsu, Kagawa       | 34.303139°N 133.944167°E |          |
| 81     | Shiromine-ji (白峯寺)             | Senjū Kannon             | Sakaide, Kagawa         | 34.333528°N 133.926764°E |          |
| 82     | Negoro-ji (根香寺)                | Senjū Kannon             | Takamatsu, Kagawa       | 34.3445°N 133.960556°E   |          |
| 83     | Ichinomiya-ji (一宮寺)            | Shō Kannon               | Takamatsu, Kagawa       | 34.286611°N 134.026583°E |          |
| 84     | Yashima-ji (屋島寺)               | Jūichimen & Senjū Kannon | Takamatsu, Kagawa       | 34.357917°N 134.10125°E  |          |
| 85     | Yakuri-ji (八栗寺)                | Shō Kannon               | Takamatsu, Kagawa       | 34.359889°N 134.139528°E |          |
| 86     | Shido-ji (志度寺)                 | Jūichimen Kannon         | Sanuki, Kagawa          | 34.324306°N 134.179639°E |          |
| 87     | Nagao-ji (長尾寺)                 | Shō Kannon               | Sanuki, Kagawa          | 34.266706°N 134.171719°E |          |
| 88     | Ōkubo-ji (大窪寺)                 | Yakushi Nyorai           | Sanuki, Kagawa          | 34.191408°N 134.206733°E |          |